# جامعة تشوكيو
جامعة تشوكيو (باليابانية: 中京大学) هي جامعة خاصة تقع في محافظة آيتشي في اليابان وتملك فروع في كل من ناغويا وتويوتا. يقع مقرها الرئيسي ياقوتو..

## طلاب باريزون
- ريو ميايتشي - لا في نادي أرسنال.